# كورتني فورد
كورتني فورد (بالإنجليزية: Courtney Ford)‏ هي منتجة أفلام وممثلة أمريكية، ولدت في 27 يونيو 1978 لوس أنجلوس في الولايات المتحدة.

## أعمال

### مسلسلات
- أساطير الغد
- اكذب علي
- تشريح غراي
- ساوث بارك
- عقول إجرامية
- كاسل
- كيف قابلت أمكما
- نظرية الانفجار العظيم
- هاواي فايف أو

## وصلات خارجية
- كورتني فورد على موقع IMDb (الإنجليزية)
- كورتني فورد على موقع ميتاكريتيك (الإنجليزية)
- كورتني فورد على موقع روتن توميتوز (الإنجليزية)
- كورتني فورد على موقع قاعدة بيانات الأفلام العربية
- كورتني فورد على موقع ألو سيني (الفرنسية)
- كورتني فورد على موقع تيرنر كلاسيك موفيز (الإنجليزية)
- كورتني فورد على موقع أول موفي (الإنجليزية)
- كورتني فورد على موقع قاعدة بيانات الفيلم (الإنجليزية)
- كورتني فورد على موقع كينوبويسك (الروسية)